# Phyllonorycter persimilis
Phyllonorycter persimilis är en fjärilsart som beskrevs av Fujihara, Sato och Tosio Kumata 2001. Phyllonorycter persimilis ingår i släktet guldmalar, och familjen styltmalar. Inga underarter finns listade i Catalogue of Life.